# Шаумбург-Липпе
Шаумбург-Липпе  (нем. Schaumburg-Lippe) — княжество, входившее в состав Германской империи; располагалось между 51°53' — 52°30' северной широты и 8°59' — 9°20' восточной долготы у северного отрога Везерских гор на территории нынешней Нижней Саксонии. Площадь 340,2 км². Население на 1901 год — 43 132 человека, в том числе 89,5 % лютеран, 8 % реформатов, 1,5 % католиков и 1 % иудеев. На тот же момент населённых пунктов 92 (2 города — Бюккебург и Штадтхаген, 2 местечка, 88 селений).

## История
Линия Шаумбург или Бюккебург владетельного дома Липпе была основана графом Филиппом, младшим сыном графа Симона VI Липпского. Граф Филипп Липпе получил в 1613 году в удел приходы Липпероде и Альвердисен. В 1640 году умер не оставивший наследников мужского пола последний граф Шаумбурга Отто V, его мать Елизавета Липпская (1592-1646) признала в 1643 году своим наследником брата графа Филиппа Липпского. В то же время претензии на разные земли графства Шаумбург предъявили:  Дания, захватившая графство Пиннеберг (с 1290 года перешедшее от Гольштейна к Шаумбургу); герцог Брауншвейг-Люнебургский занял ганноверский амт (приход) Кнонау и часть Хамельна (в силу договора 1595 года); ландграфиня Гессен-Касселя Амалия Елизавета Ганау-Мюнценбергская предъявила притязание на епископство Минден.
На Вестфальском конгрессе 1648 года спор был улажен: Филипп Липпский получил амты Штадгаген, Бюкебург, Аренсберг и Гагенбург и часть амта Саксенгагена. Вся эта территория стала называться графством Шаумбург-Липпе. Ландграф Гессен-Кассельский получил амты Шаумбург, Роденбург и остальную часть Саксенгагена.
От сыновей Филиппа образовалось две линии: Фридрих Кристиан (умер в 1728 году) основал Бюккебургскую линию, Филипп Эрнст (1659-1723) — Альвердисенскую.
Со смертью в 1777 году внука Фридриха Кристиана фельдмаршала португальской армии графа Вильгельма угасла в мужском поколении старшая Бюккебургская линия, после чего в управление графством вступил Филипп II, внук основателя Альвердисенской линии. Ему пришлось вести продолжительную борьбу за наследство с графом Липпе и ландграфом Гессен-Кассельским. Уступкой одного прихода ему удалось утвердить за собой владение графством, и с этих пор он стал носить титул графа Шаумбург-Липпе-Бюкебургского.
Сын его Георг Вильгельм вступил в 1807 году в Рейнский союз и принял княжеский титул. В 1816 году он дал стране сословную конституцию.
В 1848 году в княжестве недолго происходили революционные волнения; было высказано требование, чтобы домены были признаны государственным имуществом. Князь энергично воспротивился этому движению, но изъявил согласие на издание нового избирательного закона и закона об ответственности министерства. В 1849 году князь присоединился к реакционному движению и отказался ввести новую конституцию, а также восстановить действие прежней.
В 1854 году княжество вошло в состав германского таможенного союза.
14 июня 1866 году князь выразил согласие на австрийское требование мобилизации против Пруссии и отправил свой контингент в Майнц, но 18 августа присоединился к Северогерманскому союзу, а в 1871 году — к Германской империи. 17 января 1868 года была издана новая конституция княжества.

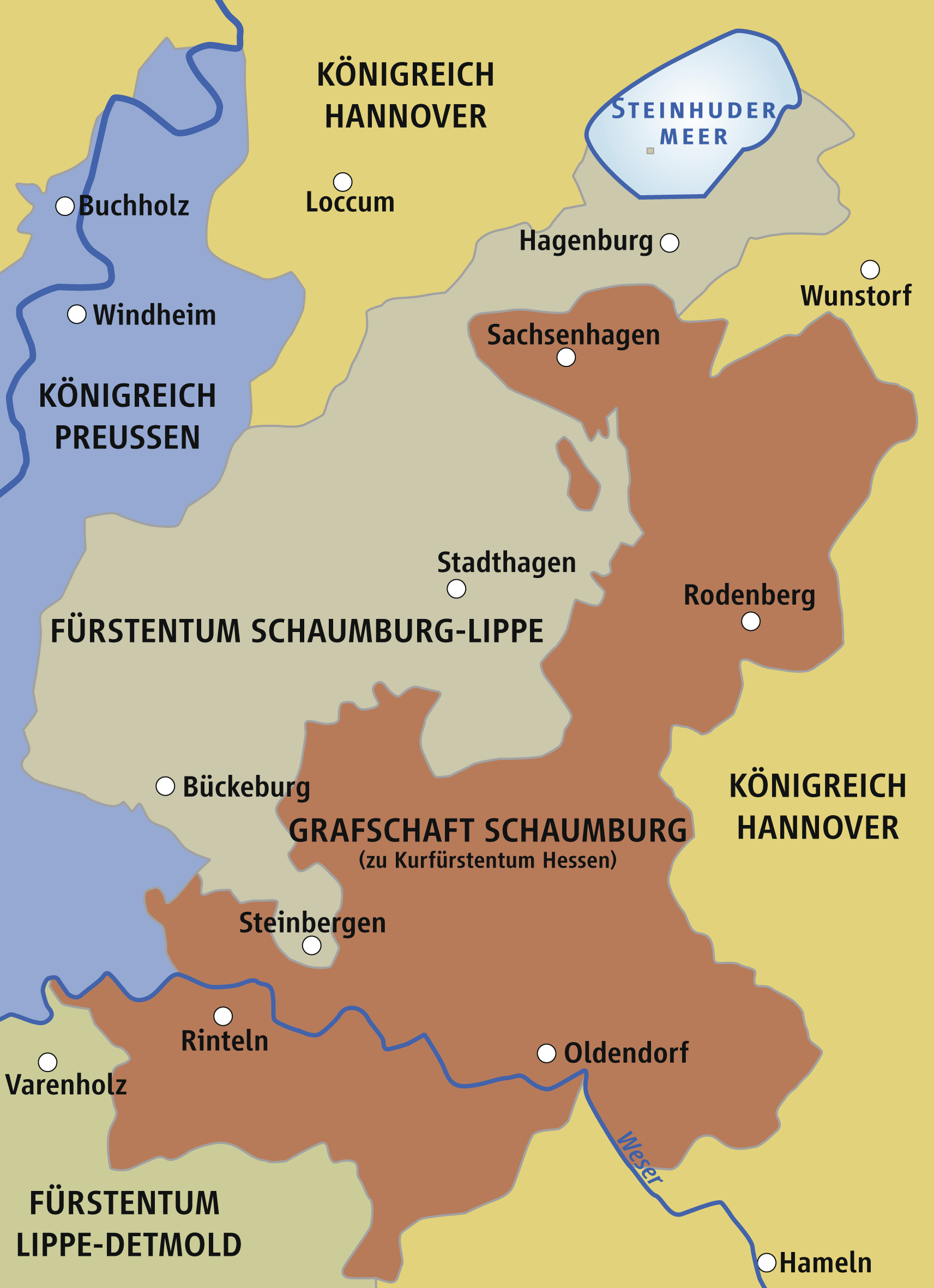
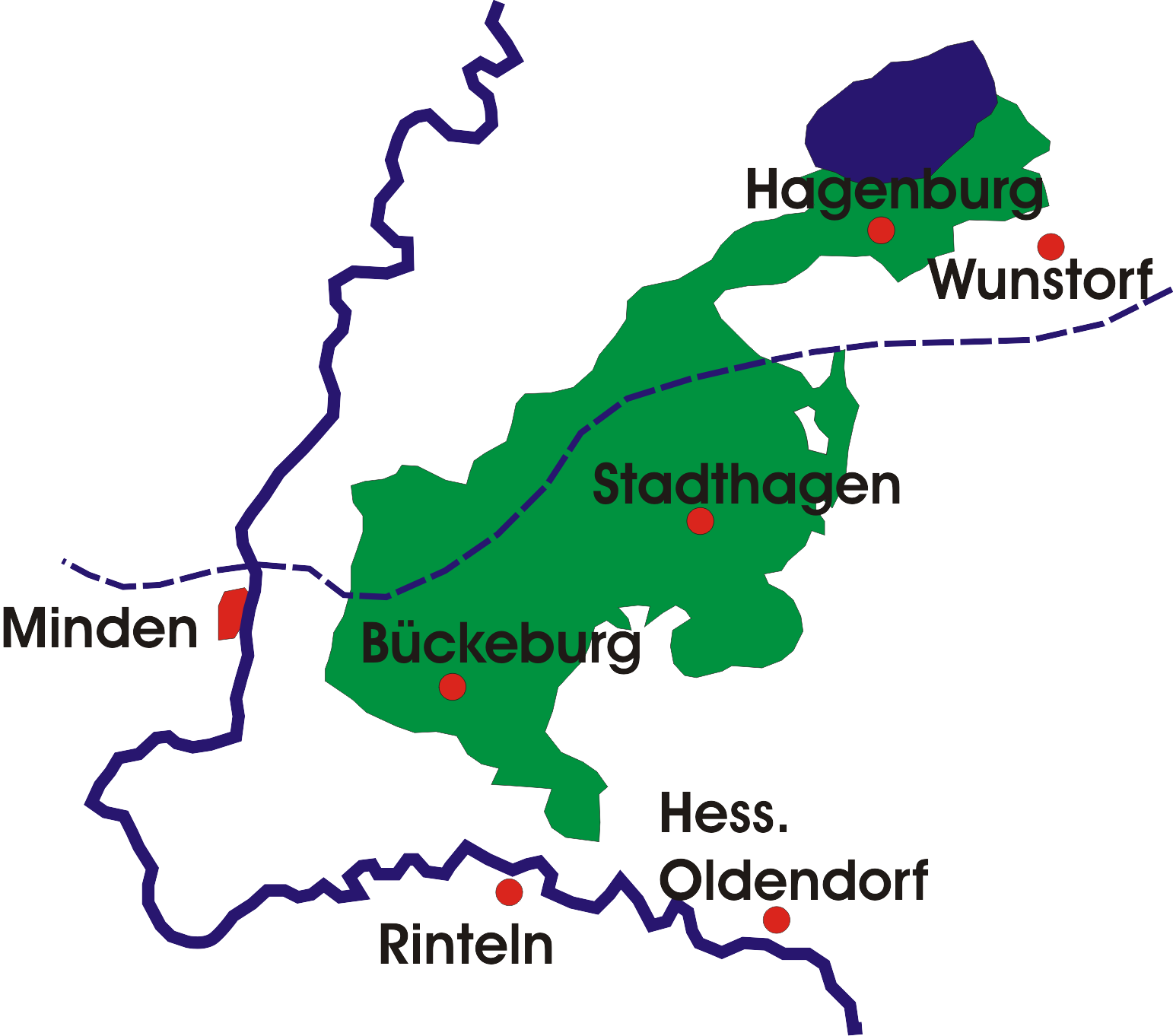
Княжество и свободный город Шаумбург-Липпе 1807-1945
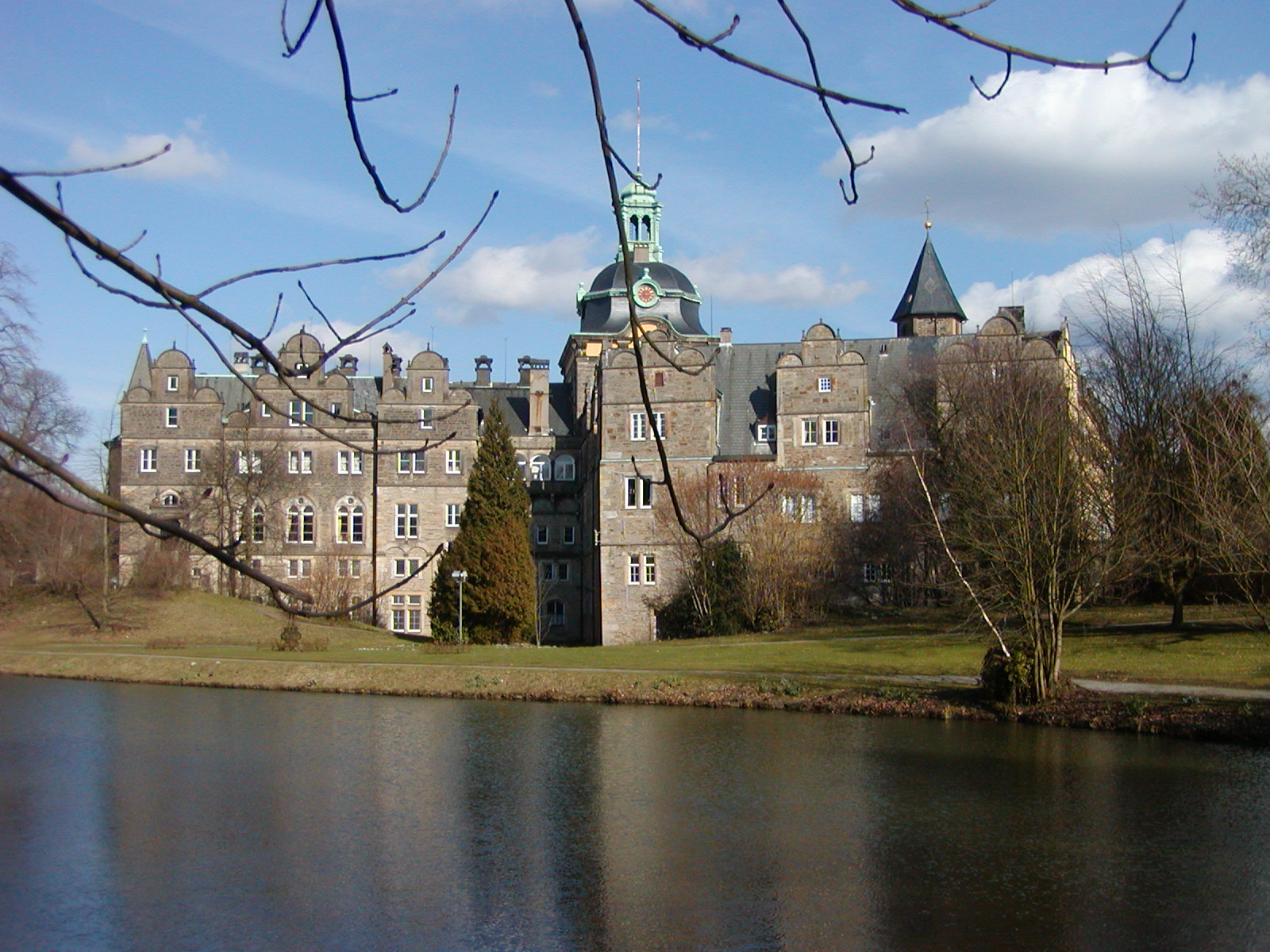
Резиденция князей Шаумбург-Липпе в Бюккебурге

## Правители Шаумбурга
Графы Шаумбурга (до 18 апреля 1807) и князья Шаумбург-Липпе (с 18 апреля 1807) Шаумбург-Липпе (1613—1918) (Graf zu Schaumburg, Graf und Edler Herr zur Lippe):
- Филипп I (1601—1681), правил: 19 июля 1647—20 апреля 1681, граф Альфердиссен и половины графства Шаумбург, сын Симона VI графа Липпе
- Фридрих Кристиан (1655—1728), правил: 20 апреля 1681 — 13 июня 1728, сын Филиппа I
- Альбрехт Вольфганг (8 мая 1699 — 24 сентября 1748), правил: 13 июня 1728 — 24 сентября 1748, сын Фридриха Христиана
- Вильгельм I (9 января 1724—10 сентября 1777), правил: 24 сентября 1748 — 10 сентября 1777, сын Альберта Вольфганга
- Филипп II (1723—1787), правил: 10 сентября 1777 — 13 февраля 1787, граф Липпе-Альвердиссенский с 1749 года, сын графа Фридриха Липпе-Альвердиссенского, сына графа Филиппа Эрнста Липпе-Альвердиссенского, сына Филиппа I
- Георг Вильгельм (1784—1860), правил: 13 февраля 1787 — 18 апреля 1807, сын Филиппа II Эрнста, первый князь Шаумбург-Липпе

Князья Шаумбург-Липпские (Fürst von Schaumburg-Lippe):
- Георг I (1784— 1860), правил: 18 апреля 1807 — 21 ноября 1860, 1-й князь Шаумбург-Липпе с 1807, сын Филиппа II Эрнста
- Адольф I Георг (1817—1893), правил: 21 ноября 1860 — 8 мая 1893, сын князя Георга I
- Георг (1846—1911), правил: 8 мая 1893 — 29 апреля 1911, сын князя Адольфа I Георга
- Адольф II (23 февраля 1883—1936), правил: 29 апреля 1911 — 16 ноября 1918 (отрёкся от престола), сын князя Георга II

## Административное деление
Территория Шаумбурга-Липпе делилась на департаменты (amt):
- Аренсбург
- Бюккебург
- Хагенбург
- Штадтхаген

Самостоятельные города (Selbstständige Städte):
- Бюккебург
- Штадтхаген

## Источник
- Шаумбург-Липпе // Энциклопедический словарь Брокгауза и Ефрона : в 86 т. (82 т. и 4 доп.). — СПб., 1890—1907.